# Plumstead (Afrique du Sud)
Plumstead est une banlieue du sud-est de la ville du Cap en Afrique du Sud, située à l'ouest des Cape Flats.

## Localisation
Plumstead est situé à 13km au sud-est de la ville du Cap, à l'est de la banlieue de Constantia (Le Cap), au sud de Wynberg et l'ouest de la route M5 à voie rapide (Prince George Drive).

## Démographie
Selon le recensement de 2011, Plumstead compte 20 178 résidents, principalement issus de la communauté blanche (54,49 %). Les coloureds représentent 28,85 % des habitants tandis que les noirs, population majoritaire dans le pays, représentent 10,36 % des résidents devant les membres de la communauté indo-pakistanaise (2,53 %)
Les habitants sont à 83,19 % de langue maternelle anglaise, à 10,43 % de langue maternelle afrikaans et à 1,27 % de langue maternelle xhosa.

## Historique
En 1692, les parcelles de terre situées entre Wynberg et la vallée de  Constantia sont octroyées aux citoyens libres Hendrick Jergens et Johan Barrens, deux fermiers originaires des Pays-Bas. Les fermes qu'ils y construisent prennent le nom de "Rust" (Repos) et "Werk" (travail).
Après la prise de contrôle de la colonie du Cap par les Britanniques, les fermes de Rust et de Werk sont rachetées par Henry Batt, un sujet britannique, qui rebaptise le domaine unifié du nom de Plumstead, d'après un district de l'est de Londres. À la mort Henry Batt en 1833, la ferme Plumstead est divisée en plusieurs parcelles.
La zone reste essentiellement rurale et est intégrée à la municipalité de Wynberg en 1910 puis avec celle-ci à la municipalité du Grand Cap en 1927.

## Politique
Sur le plan local, depuis la fondation de la nouvelle municipalité du Cap en 2000, Plumstead est située dans deux arrondissement et trois circonscriptions municipales. 
- Dans le 18e arrondissement de la ville du Cap, constituant la circonscription municipale n°63 (Fairways - Golf Links Estate - Ottery - Plumstead - Wetton - Wynberg) dont le conseiller municipal est Montgomery Oliver (Alliance démocratique)[3].
- Dans le 20e arrondissement du Cap (Sub-council 20), constituant la circonscription municipale n° 62 (Bishopscourt - Constantia - Fernwood - Plumstead à l'ouest de la ligne de chemin de fer - Porter Estate - Table Mountain - Trovato - Upper Newlands - Wynberg) dont le conseiller municipal est Elizabeth Brunette (Alliance démocratique)[4].
- Dans le 20e arrondissement du Cap, constituant la circonscription municipale n° 73 (Southfield - Plumstead - Constantia au sud de Constantia Main Road, ouest de Diep River, St Joans Road et Boundary Road, nord de Kendal Road, est de Simon van der Stel Drive - Meadowridge) dont le conseiller municipal est Carol Bew (Alliance démocratique)[5].